# Centre de Creació La Escocesa
El Centre de Creació La Escocesa és un equipament municipal per a artistes residents a la ciutat, situada en l'antic complex de La Escocesa al Poblenou de Barcelona. Des del 2008 allotja tallers d'artistes i actualment forma part de la xarxa de Fàbriques de Creació de Barcelona.

## Història
El 2008, l'Ajuntament va cedir la gestió de l'espai a l'EMA Associació d’Idees, formada per artistes de diverses disciplines. L'associació crea convocatòries per a acollir els artistes i organitzar-hi esdeveniments culturals.
Com a artistes residents hi han passat Alberto Peral, Carlos Ótica, David Franklin, Diego Mallo Ferrer, Emil Naula, Hugo Orlandini, Joan-Marc Llapispanc, Juan Francisco Segura Martinez, Labuenaylamala, Marco Noris, Mike Swaney, Mina Hamada, Paul Daly, Ricard Casabayó Carbonell, Rina Ota, Stefanie Herr, Tamara Zaitseva, Xavier Vilagut Ibáñez, i Zosen, entre d'altres. El 2013, els artistes pagaven 100 euros al mes, la qual cosa suposava el 60% del pressupost del centre.
El setembre de 2019 va celebrar el seu vintè aniversari. Convertida principalment en un centre d’investigació i experimentació artístiques, La Escocesa obre setmanalment les seves portes amb diverses activitats públiques que apropen a públics diversos als processos d’investigació que s'hi realitzen.

## Descripció
Hi ha tallers, estudis, equips i materials dels artistes. El 2017 tenia 21 tallers. A la segona planta hi ha un espai polivalent amb ordinadors i la nau alta, amb 12 espais. Disposen també de l'Espai M, que acull exposicions d'art emergent.